# Josef Martin Hurka
Josef Martin Hurka (Josef Martin Hůrka, * 11. November 1756 in Chudenice; † nach 1800 in Portugal) war ein böhmischer Komponist und Cellist.

## Leben
Der Bruder von Friedrich Franz Hurka war Schüler von Jan Antonín Koželuh. Er wirkte als Sänger und Cellist und trat 1786 in Spanien dem Franziskanerorden bei. Später lebte er in einem portugiesischen Kloster. Die von ihm verfassten Cellokonzerte und Sonaten wurden bislang nicht aufgefunden.